# Dorota Czerner
Dorota Czerner-Richardson (* 1966 in Breslau) ist eine polnische Schriftstellerin.
Czerner studierte Philosophie und Logik an der Sorbonne in Paris. Nach fünfzehnjährigem Aufenthalt in der Stadt ging sie  nach New York. Sie verfasste Prosatexte und Lyrik vorrangig in englischer Sprache. In dem experimentellen Text a place of dunes wechselt sie zwischen der polnischen und englischen Sprache. Daneben arbeitete sie an verschiedenen multimedialen Projekten mit.